# 시네클럽 (영화 프로그램)
《시네클럽》은 SBS에서 방송된 영화 프로그램이다. 1994년 1월 7일 부터 후반에 첫 방송을 시작하여 1994년 12월 23일까지 주말 심야 시간에 방송되었다.

## 방송 시간
- 1994년 1월 7일 ~ 1994년 6월 24일: 매주 금요일 밤 12시 55분
- 1994년 7월 1일 ~ 1994년 12월 23일: 매주 금요일 밤 12시 55분
- 2025년 9월 5일 ~ : 매주 금요일 밤 11시 30분

## 방영 목록(2005)
| 회차 | 방송일    | 제목                       | 제목 |
| ---- | --------- | -------------------------- | ---- |
|      | 1월 7일   | 뉴 이어스 데이             |      |
|      | 1월 14일  | 장미의 이름                |      |
|      | 1월 21일  | 피아니스트의 전설          |      |
|      | 1월 28일  | 희극지왕                   |      |
|      | 2월 4일   | 퐁네프의 연인들            |      |
|      | 2월 18일  | 내시                       |      |
|      | 2월 25일  | 빅 마마 하우스             |      |
|      | 3월 4일   | 큐브 2                     |      |
|      | 3월 11일  | 깊은 슬픔                  |      |
|      | 3월 18일  | 바텔                       |      |
|      | 3월 25일  | 슈팅 라이크 베컴           |      |
|      | 4월 1일   | 저스트 프렌즈(1993년 영화) |      |
|      | 4월 8일   | 탑건                       |      |
|      | 4월 15일  | 불후의 명작                |      |
|      | 4월 22일  | 일곱가지 유혹              |      |
|      | 5월 1일   | 슬리핑 딕셔너리            |      |
|      | 5월 8일   | 쥬만지                     |      |
|      | 5월 15일  | 리틀 부다                  |      |
|      | 5월 22일  | 데블스 오운                |      |
|      | 5월 29일  | 은행나무 침대              |      |
|      | 6월 5일   | 네임리스                   |      |
|      | 6월 12일  | 사이렌스                   |      |
|      | 6월 19일  | 하프 어 찬스               |      |
|      | 6월 26일  | 퍼플스톰                   |      |
|      | 7월 3일   | 거울 속으로                |      |
|      | 7월 10일  | 귀여운 여인                |      |
|      | 7월 24일  | 스노우보더                 |      |
|      | 8월 7일   | 디 엣지                    |      |
|      | 8월 14일  | 크림슨 타이드              |      |
|      | 8월 21일  | 간첩 리철진                |      |
|      | 8월 28일  | 연애사진                   |      |
|      | 9월 4일   | 메트로                     |      |
|      | 9월 11일  | 올리브 나무 사이로         |      |
|      | 9월 25일  | 사막의 뱀파이어            |      |
|      | 10월 2일  | 잔 다르크                  |      |
|      | 10월 9일  | 아스테렉스                 |      |
|      | 10월 16일 | 미세스 다웃파이어          |      |
|      | 10월 23일 | 자귀모                     |      |
|      | 10월 30일 | 하이랜더 4                 |      |
|      | 11월 6일  | 마틴 기어의 귀향(재더빙)   |      |
|      | 11월 13일 | 슈가 앤 스파이스           |      |
|      | 11월 20일 | 클린                       |      |
|      | 11월 27일 | 쓰리                       |      |
|      | 12월 4일  | 나의 아름다운 비밀         |      |
|      | 12월 18일 | 깝스                       |      |
|      | 12월 25일 | 아저씨 우리 결혼할까요?    |      |

## 방영 목록(2025)
| 회차 | 방송일    | 제목                                 | 제목 |
| ---- | --------- | ------------------------------------ | ---- |
|      | 9월 5일   | 아저씨 우리 결혼할까요?(우리말 더빙) |      |
|      | 9월 12일  | 1승                                  |      |
|      | 9월 19일  | 역전의 명수                          |      |
|      | 9월 26일  | 할로우 맨(우리말 더빙)               |      |
|      | 10월 3일  | 소림축구(우리말 더빙)                |      |
|      | 10월 10일 | 스트리트 나이트(우리말 더빙)         |      |
|      | 10월 17일 | 네이비씰(우리말 더빙)                |      |
|      | 10월 24일 | 하이파이브                           |      |
|      | 10월 31일 | 해리 포터와 비밀의 방(우리말 더빙)   |      |

## 같이 보기
- 토요명화 (KBS 2TV) - 2007년 11월 4일에 폐지됨, 과거
- 토요영화 KBS 프리미어 (KBS 2TV) - 2008년 11월 22일에 폐지됨, 과거
- 일요특선 (KBS 2TV) - 1990년대 일요일 정오 시간대) - 과거
- MBC 주말의 명화 (MBC TV) - 2010년 10월 30일에 폐지됨, 과거
- MBC 금요영화천국 (MBC TV) - 2007년 5월 18일에 폐지됨, 과거
- MBC 일요심야극장 (MBC TV) - 2004년 5월 2일에 폐지됨, 과거
- MBC 일요영화특선 (MBC TV) - 2007년 9월 16일에 폐지됨, 과거
- 영화특급 (SBS) - 1994년 1월 2일 1994년 12월 25일에 폐지됨, 과거
- 일요명화 (SBS) - 1997년 10월 19일에 폐지됨, 과거
- 위성극장 (KBS2 (위성), KBS 위성) - 2002년 2월 24일에 폐지됨, 과거
- 명화극장 (KBS 1TV) - 2014년 12월 26일에 폐지됨, 과거
- 고전영화극장 (EBS TV) - 2017년 2월 24일에 폐지됨, 과거
- OBS 시네마 (OBS 경인TV) - 현재
- KTV 시네마 (KTV) - 현재
- 세계의 명화 (EBS TV) - 현재
- 일요시네마 (EBS TV) - 현재
- 한국영화특선 (EBS TV) - 현재
- 수요극장 (EBS TV) - 2014년 9월 10일에 폐지됨, 과거
- EBS 금요극장 (EBS TV) - 2013년 8월 23일에 폐지되었다가 2017년 3월 3일에 부활했다가 2019년 8월 16일에 다시 폐지됨, 과거